# Dandy Bestia
Dandy Bestia, pseudonimo di Fabio Testoni (Bologna, 2 luglio 1952 – Bentivoglio, 16 marzo 2025), è stato un chitarrista italiano, noto per essere stato il chitarrista e cofondatore del gruppo rock demenziale Skiantos.

## Biografia
A 5 anni ebbe i primi contatti con la musica grazie a uno zio suonatore di fisarmonica e collezionista di dischi a 78 giri. Passò l'infanzia ascoltando le numerose orchestre che si esibivano nella balera sotto casa. La svolta avvenne con l'ascolto dei Beatles, per cui si convinse a diventare musicista. Nel 1965, a 13 anni, scappò di casa per recarsi al concerto dei Fab Four di Liverpool a Milano. Imparò a suonare la chitarra nel 1966, e fondò nel 1969 il gruppo locale The Keys. Nel 1970 ricevette in regalo la sua prima chitarra elettrica, una Fender Mustang.
Nel 1973 si iscrisse al DAMS dell'Università di Bologna, che frequenterà con scarso rendimento a causa dei continui impegni con le orchestre da ballo in cui suonava. Al Dams conobbe Roberto Antoni, col quale fonderà gli Skiantos, che lascerà nel 1979. Iniziò quindi una serie di collaborazioni con Orietta Berti, Lucio Dalla, gli Stadio e altri, ma nel 1984 tornò con gli Skiantos, riformatisi a tre anni dallo scioglimento. Nel 2016 incise il suo unico album da solista.
Dandy Bestia è morto il 16 marzo 2025 all'età di 72 anni.

## Discografia

### Discografia con gli Skiantos

#### Album in studio
- 1977 – Inascoltable
- 1978 – MONO tono
- 1984 – Ti spalmo la crema
- 1987 – Non c'è gusto in Italia ad essere intelligenti
- 1989 – Troppo rischio per un uomo solo
- 1992 – Signore dei dischi
- 1993 – Saluti da Cortina
- 1999 – Doppia dose
- 2005 – Sogno improbabile
- 2009 – Dio ci deve delle spiegazioni

#### Album dal vivo
- 1990 – Ze best in laiv!
- 2006 – Skonnessi (Unplugged 1977-2006)

### Discografia solista
- 2016 – Giano